# Octavie Docquier-Fauquet
Octavie Docquier-Fauquet (1860-1930) est une institutrice belge, infirmière et directrice de la première école d'infirmiers et infirmières laïques de Bruxelles à partir de 1890. 

## Biographie
Octavie Docquier-Fauquet est une militante socialiste. Elle est une élève d'Isabelle Gatti de Gamond dont elle est restée proche (à sa mort en 1905, Isabelle Gatti de Gamond lègue une partie de ses biens à l’école que dirige Octavie Docquier-Fauquet). Elle est institutrice avant de devenir une des premières élèves de l'école d'infirmiers et infirmières créée par César De Paepe.
Jusqu'à la fin du XIXe siècle, les soins infirmiers sont assurés en Belgique par des religieuses, mais les partisans de soignants laïques avec des préoccupations personnelles, plus chers, mais éduqués, donc plus compétents et plus neutres s'opposent aux partisans d’infirmières religieuses entièrement dévouées, désintéressées et bon marché, mais prosélytiques, ignorantes et intolérantes,.
Le médecin socialiste, César De Paepe plaide lors d'un congrès à Bruxelles en 1880 pour le remplacement des religieux dans les hôpitaux. L'assemblée générale de La Libre Pensée propose également en 1885 de briser le monopole des ordres religieux et des congrégations sur les soins infirmiers. Des écoles neutres d'infirmiers et infirmières existent déjà à Bruges et Namur, celle de Bruxelles ne voit le jour qu'en 1887. Elle est dirigée par César de Paepe qui est un des principaux membres de cette association. Conformément à ses convictions idéologiques, l'école aura un profil anticlérical prononcé,,.
Les cours d'une durée d'un an s'adressent aussi bien aux hommes qu'aux femmes et sont gratuits. Ils sont surtout théoriques et portent une attention particulière à l'hygiène et aux droits et devoirs de l'infirmier et de l'infirmière envers les malades, leur famille, les médecins et eux-mêmes. Les cours ne sont pas donnés dans un hôpital mais au domicile de César De Paepe en raison de l'animosité que lui portent aussi bien le libéral Conseil des hospices  que l'Université Libre de Bruxelles, tous opposés à la nomination d'un socialiste. La première année, 35 élèves sont inscrits : 25 femmes et 10 hommes, issus majoritairement de la classe ouvrière. Seuls cinq d'entre eux obtiennent leur diplôme en 1888. La deuxième année, dix élèves réussissent leur examen.
Peu avant sa mort en 1890, César De Paepe désigne Octavie Fauquet pour lui succéder à la tête de l'Œuvre des infirmiers et infirmières laïques. Elle est, avec son fiancé Emile Docquier, l'une des premières diplômées de l'école. Les cours se donnent désormais dans une salle de classe mise à disposition par la ville de Bruxelles. À partir de 1891, les élèves reçoivent également des cours pratiques à l'hôpital de Schaerbeek. Ils sont également autorisés à visiter l'hôpital Saint-Jean et Saint-Pierre de Bruxelles et l'hôpital Stuyvenberg (nl) d'Anvers une fois par an. Octavie Docquier-Fauquet transforme l'Œuvre en véritable école en 1904.
Cependant, l'école laïque n'étant pas très bien considérée, le corps médical ne prend pas la formation au sérieux. Les études ne sont pas suffisamment poussées et la qualité du diplôme jugée insuffisante. De plus, la société ne semble pas encore prête à accueillir la laïcisation des hôpitaux. Par exemple, les catholiques n'acceptent pas que des femmes laïques, qui n’ont pas fait vœu de chasteté (et sont donc sexuées), prodiguent des soins aux hommes. Ce n'est qu'au XXe siècle que les religieuses sont vraiment remplacées dans les hôpitaux par du personnel laïque,.
De 1887 à 1904, l’École d'infirmiers et infirmières laïques délivre 250 diplômes : 180 pour les femmes, 70 pour les hommes. Octavie Docquier-Fauquet ouvre également une agence de placement, qui informe les familles sur les conditions d'emploi et le salaire des infirmières diplômées. L'École continue de fonctionner jusqu'en 1928.
Des écoles laïques d'infirmiers et infirmières ouvrent à la suite de celle de Bruxelles à Anvers, Malines et Gand. En 1907 Antoine et Marie Depage ouvrent une École belge d'infirmières diplômées.